# 川島重信
川島 重信（かわしま しげのぶ、生没年不詳）とは、江戸時代の京都の浮世絵師。

## 来歴
西川祐信の門人かといわれ、柳花堂、一々堂と号す。京都の人で川原町通に住む。作画期は享保から寛保の頃にかけてで、作に版本の挿絵と肉筆画を残している。作画期を同じくする京都の絵師川島叙清とは、何らかの関わりがあったのではないかといわれる。なお出光美術館には「日本繪師柳芲堂毫」の落款がある「立姿美人図」（紙本着色）を所蔵しており、この絵にある「柳芲堂」とは川島重信の事とされている。

## 作品
- 『世中百首絵抄』　大阪市立図書館所蔵　※享保7年（1722年）刊行。荒木田守武詠、川嶋重信挿絵
- 『絵本吉野川』　※寛保4年（1744年）刊行、挿絵
- 「炬燵の男女図」　絹本着色　ボストン美術館所蔵　※「川嶋重信筆」の落款、印文不詳の白文方印あり